# Concesio
Concesio là một đô thị thuộc tỉnh Brescia trong vùng Lombardia ở Ý. Đô thị này có diện tích 19 km², dân số 13.304 người.
Giáo hoàng Paul VI sinh ở đây ngày 26 tháng 9 năm 1897.
Đô thị này có các làng sau: S. Andrea, Cà De Bosio, Stocchetta, Campagnole, Pieve, S. Vigilio, Costorio.
Đô thị này giáp với các đô thị sau: Bovezzo, Brescia, Cellatica, Collebeato, Gussago, Lumezzane, Nave, Villa Carcina.